# Côte d'Or (chocolate)
Côte d'Or é uma marca de chocolate de origem belga criada em 1870 por Charles Neuhaus, rapidamente cedeu à família Bieswal, que combina com a família Michiels.
Na década de 1980, após seu IPO, a empresa ficou sob o controle de Jacobs Suchard, ele faz parte do grupo norte-americano desde Mondelez International Côte d'Or, que é uma das marcas globais.

## Abastecimento ético de cacau
Tem havido contínuos pontos de interrogação sobre a postura ética de marcas de chocolate em todo o mundo. Depois que tornou-se público em 2001 que milhares de crianças foram traficadas e exploradas nas plantações de cacau da Costa do Marfim, a Kraft, juntamente com o resto da indústria, assinou o Protocolo Harkin-Engel, prometendo eliminar as piores formas de trabalho infantil a partir da cadeia de abastecimento de cacau.
Em outubro de 2009, a Kraft lançou os primeiros produtos de chocolate convencional na Europa para levar o selo da Rainforest Alliance Certified. Começando na França e na Bélgica, o chocolate escuro Côte d'Or premium contém pelo menos 30 por cento de cacau de fazendas da Rainforest Alliance Certified. A Kraft declarou que iria lançar o certificado Côte d'Or para o alcance dos consumidores no Reino Unido, Alemanha, Espanha, Hungria, Polônia, Portugal, Holanda, Canadá e Estados Unidos. A Kraft Foods também planeou usar grãos de cacau de fazendas da Rainforest Alliance Certified somente em suas linhas de Côte d'Or e a linha Marabou, o que representa cerca de 30 000 toneladas de grãos, até o final de 2012.